# Donnemain-Saint-Mamès

Donnemain-Saint-Mamès este o comună în departamentul Eure-et-Loir, Franța. În 1 ianuarie 2022 avea o populație de 661 de locuitori.